# Śląskie Centrum Dziedzictwa Kulturowego w Katowicach
Śląskie Centrum Dziedzictwa Kulturowego w Katowicach − nieistniejąca wojewódzka samorządowa instytucja kultury, która zajmowała się szeroko pojętą ochroną dziedzictwa kulturowego na terenie województwa śląskiego. Centrum realizowało zadania dotyczące zarówno sfery materialnej, jak i niematerialnej środowiska kulturowego zajmując się:
- zabytkami nieruchomymi (dzieła architektury i budownictwa, dzieła budownictwa obronnego, zabytkowe obiekty przemysłowe, założenia urbanistyczne, ruralistyczne, krajobrazowe i inne),
- zabytkami ruchomymi (działami sztuk plastycznych, rzemiosła, wytwory techniki, dzieła sztuki ludowej i inne),
- zabytkami archeologicznymi (pozostałości osadnictwa, kurhany, cmentarzyska i inne).

Obecnie jest działem Regionalnego Instytutu Kultury im. Wojciecha Korfantego.

## Historia
Centrum powstało w 1992 roku jako Centrum Dziedzictwa Kulturowego Górnego Śląska. Inicjatorem i założycielem był ówczesny Wojewoda katowicki Wojciech Czech. Reforma administracyjna w Polsce, która weszła w życie 1 stycznia 1999 roku spowodowała podporządkowanie instytucji władzom samorządowym województwa. W 2003 roku Centrum zmieniło nazwę na Śląskie Centrum Dziedzictwa Kulturowego w Katowicach.
18 kwietnia 2016 uchwałą Sejmiku Województwa Śląskiego Śląskie Centrum Dziedzictwa Kulturowego w Katowicach zostało połączone z Regionalnym Ośrodkiem Kultury w Katowicach tworząc Regionalny Instytut Kultury w Katowicach.
W latach 2011–2016 Śląskie Centrum Dziedzictwa Kulturowego było partnerem stowarzyszenia Wikimedia Polska w projekcie Wiki Lubi Zabytki.

## Działalność
Celami działania Śląskiego Centrum Dziedzictwa Kulturowego w Katowicach były między innymi: podejmowanie i koordynowanie działań związanych z ochroną zabytków i opieką nad zabytkami województwa śląskiego, dokumentowanie zabytków, kształtowanie świadomości mieszkańców regionu w zakresie ochrony dziedzictwa kulturowego, popularyzacja wiedzy o zabytkach województwa śląskiego. W ramach realizacji celów Centrum:
- wspierało inicjatywy związane z ochroną zabytków i opieką nad zabytkami,
- prowadziło prace badawcze, studialne, dokumentacyjne (m.in. opracowanie wniosku o uznanie zabytkowego osiedla Nikiszowiec za pomnik historii, opracowanie merytoryczne Szlaku Architektury Drewnianej i Szlaku Zabytków Techniki w województwie śląskim),
- organizowało wystawy, konferencje, konkursy (m.in. górnośląską edycję międzynarodowego konkursu fotograficznego „EXPERIENCE” dla młodzieży szkolnej),
- prowadziło działalność edukacyjną (m.in. Spacer po Modernie – zwiedzanie modernistycznej architektury Katowic, produkcja krótkich filmów dotyczących zabytków w województwie śląskim),
- prowadziło działalność wydawniczą.

Przy centrum działała biblioteka i archiwum ze zbiorem fotografii miast i osiedli wiejskich, a także zdjęć lotniczych.

## Sesje konserwatorskie
Śląskie Centrum Dziedzictwa Kulturowego w Katowicach we współpracy ze Śląskim Wojewódzkim Konserwatorem Zabytków organizowało corocznie sesję konserwatorską połączoną z promocją kolejnych tomów „Wiadomości konserwatorskich województwa śląskiego”. Do 2015 roku ukazało się 7 tomów „Wiadomości konserwatorskich” o zróżnicowanej tematyce (odkrycia, zamki-pałace, architektura drewniana, gotyk, zabytki przemysłu i techniki, architektura mieszkaniowa, zabytki związane z wodą).

## Działalność wydawnicza
Śląskie Centrum Dziedzictwa Kulturowego było wydawcą wielu publikacji związanych z dziedzictwem kulturowym regionu, w tym serii „Badania archeologiczne na Górnym Śląsku i w Zagłębiu Dąbrowskim”.